# La Machine à découdre
Pour plus de détails, voir Fiche technique et Distribution.
La Machine à découdre est un film français réalisé par Jean-Pierre Mocky et sorti en 1986.

## Synopsis
Le docteur Enger, membre de Médecins sans frontières, revient des zones de combat particulièrement éprouvé psychologiquement. Il entame une collecte de fonds pour construire une clinique spécialisée dans la greffe des yeux. Devenu instable, à la limite de la folie et se trouvant interné, il parvient à s'évader et commence à semer la terreur dans une petite ville du sud de la France. Il entraîne Liliane, sa compagne du moment, ainsi qu'un jeune chômeur à qui il doit la vie dans cette folle équipée meurtrière.

## Fiche technique
- Titre : La Machine à découdre
- Réalisation : Jean-Pierre Mocky
- Scénario : Jean-Pierre Mocky, d'après le roman A Killer Is Loose de Gil Brewer[1]
- Dialogues : Jean-Pierre Mocky
- Photo : Edmond Richard
- Musique : Jacky Giordano
- Son : Jack Jullian
- Décors : Étienne Méry et René Loubet
- Montage : Jean-Pierre Mocky et Bénédicte Teiger
- Assistants réalisateur : Patrick Granier et Gilbert Guichardière
- Cascades : Daniel Vérité, Cécile Girard, Yves Gabrielli
- Production : M.Films, avec le soutien du ministère de la culture
- Producteurs délégués : Sophie Moyse, Jean-Paul Massoni
- Distribution : Les Films Jacques Lestienne
- Images en Eastmancolor
- Genre : comédie, thriller
- Durée : 88 minutes
- Date de sortie : France - 7 mai 1986

## Distribution
- Jean-Pierre Mocky, Ralph Enger
- Patricia Barzyk, Liliane
- Peter Semler, Steff Muller
- Françoise Michaud, Betty
- Sophie Moyse, Rubis
- Jean-Paul Massoni, le maire
- Sophie Vanacker, Jeanne
- Georges Lucas, Bertin
- François Toumarkine, Thomas Bourne
- Hervé Pauchon, Sam
- Isabelle Strawa, Yoyo
- Jean Abeillé, Maurice
- Ariane Kah, la voisine de Betty
- Patrick Granier, Henri
- Alan Dan, Jack Mironi
- Adèle Genson, la Suédoise
- Sylvie Moutet, la veuve
- Michel Varille, un baigneur
- Yves Angot, Christian Labrousse, Jean-Marie Kalada, Noma Rey, Roméo, Robert Spinazzola